# Georg Nöbeling

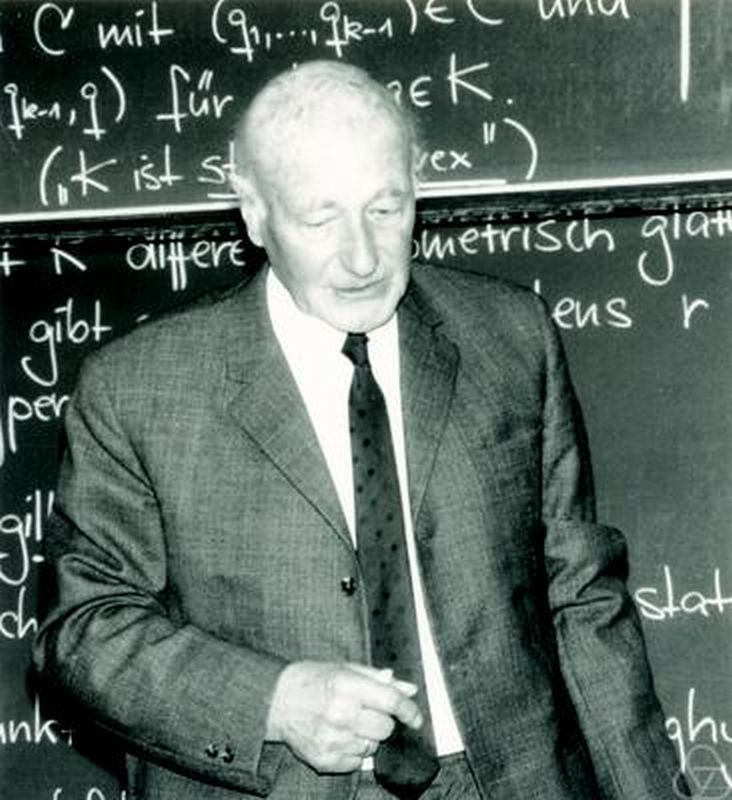
Georg Nöbeling, Erlangen 1987

Georg Nöbeling (* 12. November 1907 in Lüdenscheid; † 16. Februar 2008 in Rosenheim; vollständiger Name August Georg Nöbeling) war ein deutscher
Mathematiker.

## Leben und Werk
Geboren und aufgewachsen in Lüdenscheid, studierte Nöbeling ab 1927
Mathematik und Physik an der Universität Göttingen und ab 1929 an der Universität Wien. Dort promovierte er im Jahr 1931 bei Karl Menger über eine Verallgemeinerung des Einbettungssatzes, dessen Darstellung im dreidimensionalen Raum als Menger-Schwamm bekannt ist.
Für Menger war Nöbeling bis 1933 als Hilfsassistent tätig, wo er in Mengers Mathematischem Kolloquium mit Kurt Gödel, Franz Alt, Abraham Wald, Olga Taussky-Todd und anderen zusammenwirkte. 1933 wurde er Assistent von Otto Haupt in Erlangen, nach der Habilitation 1935 wurde er 1940 zum außerordentlichen und 1942 zum ordentlichen Professor an der Universität Erlangen berufen. Seine Arbeitsschwerpunkte waren Analysis, Topologie und Geometrie. 1968/69 löste er das Speckersche Problem über Abelsche Gruppen. Nach ihm ist der Nöbeling-Raum benannt.
Als Dekan (1950–1952) der naturwissenschaftlichen Fakultät, als Rektor (1961–1963) und als Baureferent bis zu seiner Emeritierung 1976 war er maßgeblich in der universitären Selbstverwaltung aktiv. Dabei prägte er insbesondere die Planung der Technischen Fakultät und die Fusion mit der Nürnberger Hochschule zur Universität Erlangen-Nürnberg.
1953 und 1955 war er Vorsitzender der Deutschen Mathematiker-Vereinigung; von 1959 an war er Mitglied der Bayerischen Akademie der Wissenschaften. 1965 wurde er mit dem Bayerischen Verdienstorden ausgezeichnet.

## Schriften (Auswahl)
- Georg Nöbeling: Über eine n-dimensionale Universalmenge im {\displaystyle \mathbb {R} ^{2n+1}}. In: Mathematische Annalen 104 (1931), S. 71–80.
- Georg Nöbeling: Grundlagen der analytischen Topologie. Berlin 1954.
- Georg Nöbeling: Verallgemeinerung eines Satzes von E. Specker. Inventiones Mathematicae 6 (1968), S. 41–55.
- Georg Nöbeling: Einführung in die nichteuklidischen Geometrien der Ebene. Berlin 1976, ISBN 3-11-002001-7.
- Georg Nöbeling: Integralsätze der Analysis. Berlin 1979, ISBN 3-11-007433-9; korrigierte ISBN 3-11-007433-8